# Nazionale maschile di pallacanestro della Bulgaria
La nazionale maschile di pallacanestro della Bulgaria (Национален отбор по баскетбол на България) rappresenta la Bulgaria nelle competizioni internazionali maschili di pallacanestro organizzate dalla FIBA. È gestita dalla Federazione cestistica della Bulgaria.

## Storia
Considerata una nazionale di seconda fascia, ha avuto il suo momento di gloria nella seconda metà degli anni cinquanta e la prima degli anni sessanta, quando ha conquistato due medaglie europee, che restano a tutt'oggi le sue uniche medaglie vinte alle competizioni internazionali, e raggiunto, alle Olimpiadi del '56, il 5º posto, che risulta essere il miglior piazzamento della sua storia sportiva.
Ha partecipato, in modo alterno, alle ultime edizioni dell'EuroBasket, dove non è mai riuscita a superare il primo turno.

## Piazzamenti

### Olimpiadi
- 1952 - 7°
- 1956 - 5°
- 1960 - 16°
- 1968 - 10°

### Campionati del mondo
- 1959 - 7°

### Campionati europei
- 1935 - 8°
- 1947 - 8°
- 1951 - 4°
- 1953 - 9°
- 1955 - 4°

- 1957 -  2°
- 1959 - 5°
- 1961 -  3°
- 1963 - 5°
- 1965 - 5°

- 1967 - 4°
- 1969 - 7°
- 1971 - 6°
- 1973 - 6°
- 1975 - 5°

- 1977 - 6°
- 1979 - 11°
- 1985 - 8°
- 1989 - 7°
- 1991 - 8°

- 1993 - 16°
- 2005 - 13°
- 2009 - 13°
- 2011 - 13°
- 2022 - 20°

### Campionati balcanici
- 1959 -  1°
- 1960 -  1°
- 1961 -  2°
- 1962 -  3°
- 1963 -  3°

- 1964 - 4°
- 1965 -  2°
- 1966 - 4°
- 1967 -  2°
- 1968 - 4°

- 1969 - 4°
- 1970 -  2°
- 1971 -  1°
- 1972 - 4°
- 1973 -  2°

- 1974 -  2°
- 1975 -  3°
- 1976 -  2°
- 1977 - 4°
- 1978 -  3°

- 1979 - 5°
- 1980 - 4°
- 1981 -  2°
- 1982 -  3°
- 1983 - 4°

- 1984 -  1°
- 1985 - 5°
- 1986 -  2°
- 1988 -  2°
- 1990 -  3°

## Formazioni

### Olimpiadi
Pallacanestro ai Giochi della XV Olimpiade3 Georgiev, 4 Semov, 5 Nejčev, 6 Dončev, 7 Mančenko, 8 Šiškov, 9 Panov, 10 Totev, 11 Kuzov, 12 Raškov, 13 Vladimirov, 14 Penkov, 15 Asenov, 16 Slavov,        All. Veselin Temkov
Pallacanestro ai Giochi della XVI Olimpiade3 Pejčinski, 4 Slavov, 5 Mirčev, 6 Radev, 7 Kănev, 8 Mančenko, 9 G. Panov, 10 Totev, 11 Barčovski, 12 L. Panov, 13 Ilov, 14 Savov,        All. Ljudmil Katerinski
Pallacanestro ai Giochi della XVII Olimpiade3 Stojkov, 5 Mirčev, 6 Radev, 7 Kănev, 8 Lazarov, 9 G. Panov, 10 Gjaurov, 11 Savov, 12 L. Panov, 13 Ilov, 14 Pejčinski, 16 Cvetkov,        All. Nikola Kolev
Pallacanestro ai Giochi della XIX Olimpiade4 Mihajlov, 5 Bojadžiev, 6 Pandov, 7 Dojčinov, 8 Spasov, 9 Filipov, 10 Dimov, 11 Kirov, 12 Sahanikov, 13 Brănzov, 14 Rajčev, 15 Hristov,        All. Kiril Hajtov

### Mondiali
Campionato mondiale maschile di pallacanestro 19593 Semov, 4 Raškov, 5 Mirčev, 6 Radev, 7 Kănev, 8 Lazarov, 9 G. Panov, 10 Gjaurov, 11 Barčovski, 12 L. Panov, 13 Tomovski, 14 Pejčinski,        All. Ljudmil Katerinski

### Europei
Campionato europeo maschile di pallacanestro 1935Konstantinov, Pinkas, Etropolski, Rogačev, Cankov, Manolov, Danailov, Krapčanski, Cicelkov, Kevorkjan, Haimov, All. Krum Konstantinov
Campionato europeo maschile di pallacanestro 19473 Temkov, 4 Hajtov, 5 Katerinski, 6 Damjanov, 7 Šarkov, 8 Karanov, 9 Peev, 10 Georgiev, 11 Dimitrov, 12 Kolev, 13 Rajkov, 14 Asenov, 15 Takev, 16 Simanov,        All. Georgi Petkov
Campionato europeo maschile di pallacanestro 19514 Bankov, 5 Šiškov, 6 Slavov, 7 Asenov, 8 Nejčev, 9 Semov, 10 Totev, 11 Kuzov, 12 Raškov, 13 Vladimirov, 14 Georgiev, 16 Popov, 17 Tomovski,        All. Veselin Temkov
Campionato europeo maschile di pallacanestro 19533 Dimitrov, 4 Stefanov, 5 Velkov, 6 Dončev, 7 Asenov, 8 Mančenko, 9 G. Panov, 10 Totev, 11 Kuzov, 12 Popov, 13 L. Panov, 14 Penkov, 15 Mirčev, 16 Slavov,        All. Veselin Temkov
Campionato europeo maschile di pallacanestro 19553 Mančenko, 4 Gančev, 5 Mirčev, 6 Rajkov, 7 Raškov, 8 Kuzov, 9 G. Panov, 10 Totev, 11 Barčovski, 12 L. Panov, 13 Tomovski, 14 K. Bobev, 15 Radev, 16 Gjaurov,        All. Božidar Takev
Campionato europeo maschile di pallacanestro 19573 Semov, 4 Gančev, 5 Mirčev, 6 Radev, 7 Kănev, 8 Lazarov, 9 G. Panov, 10 Totev, 11 Barčovski, 12 L. Panov, 13 Tomovski, 14 Pejčinski,        All. Ljudmil Katerinski
Campionato europeo maschile di pallacanestro 19593 Šipkov, 5 Mirčev, 6 Radev, 7 Kănev, 8 Lazarov, 9 G. Panov, 10 Dončev, 11 Savov, 12 Semov, 13 Ilov, 14 Pejčinski, 15 Raškov,        All. Ljudmil Katerinski
Campionato europeo maschile di pallacanestro 19614 Dimov, 5 Mirčev, 6 Radev, 7 Stojkov, 8 Lazarov, 9 G. Panov, 10 Dončev, 11 Savov, 12 L. Panov, 13 Cvetkov, 14 Pejčinski, 15 Zlatev,        All. Veselin Temkov
Campionato europeo maschile di pallacanestro 19634 Filipov, 5 Mirčev, 6 Radev, 7 Kănev, 8 Dimov, 9 G. Panov, 10 Donev, 11 Savov, 12 L. Panov, 13 Atanasov, 14 Pejčinski, 15 Kamenarov,        All. Kiril Hajtov
Campionato europeo maschile di pallacanestro 19654 Dimov, 6 Pandov, 7 Bărzakov, 8 Mihajlov, 9 Spasov, 10 Ilčev, 11 Filipov, 12 Kolev, 13 Rajčev, 14 Pejčinski, 15 Zlatev, 16 Paspalanov,        All. Kiril Semov
Campionato europeo maschile di pallacanestro 19674 Mihajlov, 5 Rajčev, 6 Pandov, 7 Dojčinov, 8 Genev, 9 Krăstev, 10 Dimov, 11 Barčovski, 12 Vodeničarski, 13 Brănzov, 14 Dimitrov, 15 Hristov,        All. Kiril Hajtov
Campionato europeo maschile di pallacanestro 19694 Dojčinov, 5 Pejčev, 6 Golomeev, 7 Gălăbov, 8 Rusinov, 9 Bărzakov, 10 Dimov, 11 Čanev, 12 Kostov, 13 Brănzov, 14 Dimitrov, 15 Hristov,        All. Dimităr Mitev
Campionato europeo maschile di pallacanestro 19714 Pejčev, 5 Filipov, 6 Pandov, 7 Dojčinov, 8 Čanev, 9 Jankov, 10 Paspalanov, 11 Golomeev, 12 Petrov, 13 Kirov, 14 Rajčev, 15 Hristov,        All. Dimităr Mitev
Campionato europeo maschile di pallacanestro 19734 Dojčinov, 5 Stojanov, 6 Pandov, 7 Pejčev, 8 Kirov, 9 Borisov, 10 Romanski, 11 Golomeev, 12 Krăstev, 13 Brănzov, 14 Čanev, 15 Hristov,        All. Nejčo Nejčev
Campionato europeo maschile di pallacanestro 19754 Dojčinov, 5 Petkov, 6 Stojanov, 7 Petrov, 8 Mihajlov, 9 Šarkov, 10 Romanski, 11 Golomeev, 12 Dukov, 13 Brănzov, 14 Dimitrov, 15 Hristov,        All. Ivan Kolev
Campionato europeo maschile di pallacanestro 19774 Arabadžijski, 5 Josifov, 6 Marinov, 7 Šantov, 8 Evtimov, 9 Smočevski, 10 Šarkov, 11 Golomeev, 12 Takev, 13 Kolev, 14 Bogdanov, 15 Pejčev,        All. Nejčo Nejčev
Campionato europeo maschile di pallacanestro 19794 Gluškov, 5 Kolev, 6 Donov, 7 Manolov, 8 Evtimov, 9 Borisov, 10 Šarkov, 11 Pejčev, 12 Rusev, 13 Arabadžijski, 14 Bogdanov, 15 Marčin,        All. Ivan Todorov
Campionato europeo maschile di pallacanestro 19854 Koev, 5 A. Kolev, 6 J. Kolev, 7 R. Barčovski, 8 Evtimov, 9 Vezenkov, 10 Cenov, 11 Mladenov, 12 Antov, 13 Jonov, 14 Gluškov, 15 Amiorkov,        All. Cvjatko Barčovski
Campionato europeo maschile di pallacanestro 19894 Koev, 5 Vălčev, 6 Kolev, 7 Gergov, 8 Gluškov, 9 Slavov, 10 Cenov, 11 Vezenkov, 12 Mladenov, 13 Jonov, 14 Antov, 15 Amiorkov,        All. Kiril Semov
Campionato europeo maschile di pallacanestro 19914 Ravucov, 5 Nedelčev, 6 Kolev, 7 Gergov, 8 Natov, 9 Petrov, 10 Cenov, 11 Vezenkov, 12 Mladenov, 13 Dimitrov, 14 Gluškov, 15 Amiorkov,        All. Simeon Varčev
Campionato europeo maschile di pallacanestro 19934 Stankov, 5 Haralanov, 6 Kostov, 7 Ravucov, 8 Natov, 9 Slavov, 10 D. Dimitrov, 11 V. Dimitrov, 12 Mladenov, 13 Stojanov, 14 Gergov, 15 Amiorkov,        All. Simeon Varčev
Campionato europeo maschile di pallacanestro 20054 D. Ivanov, 5 K. Ivanov, 6 Banev, 7 Radionov, 8 Videnov, 9 Bozov, 10 Davidov, 11 Angelov, 12 Georgiev, 13 Mladenov, 14 Dimitrov, 15 Stojkov,        All. Rosen Barčovski
Campionato europeo maschile di pallacanestro 20094 D. Ivanov, 5 K. Ivanov, 6 Kostov, 7 Rowland, 8 Videnov, 9 Slavejkov, 10 Georgiev, 11 Angelov, 12 Evtimov, 13 Mladenov, 14 Avramov, 15 Stojkov,        All. Pini Gershon
Campionato europeo maschile di pallacanestro 20114 D. Ivanov, 5 K. Ivanov, 6 Rowland, 7 Kostov, 8 Videnov, 9 Marinov, 10 Avramov, 11 Z. Georgiev, 12 A. Georgiev, 13 Velikov, 14 Banev, 15 Vărbanov,        All. Rosen Barčovski
Campionato europeo maschile di pallacanestro 20220 Alipiev, 1 Bost, 2 Karamfilov, 9 Kostov, 12 Georgiev, 17 Stojlov, 22 P. Ivanov, 23 Marinov, 24 A. Ivanov, 34 Dimitrov, 41 Vezenkov, 99 Simeonov,        All. Rosen Barčovski

## Nazionali giovanili
- Selezioni giovanili della nazionale maschile di pallacanestro della Bulgaria